# 6-Stunden-Rennen von Silverstone 2011

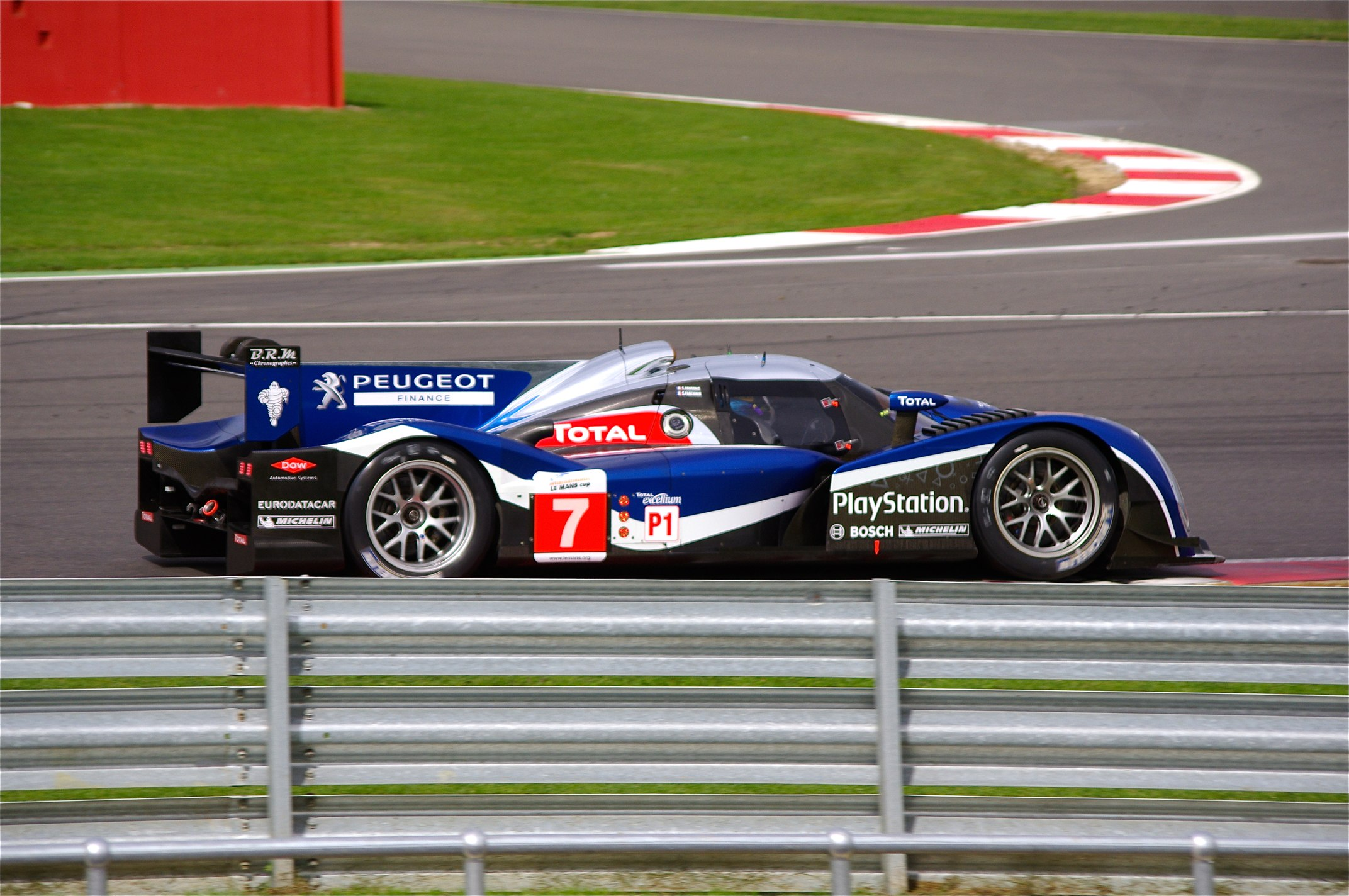
Peugeot 908 mit der Startnummer 7. Siegerwagen von Sébastien Bourdais und Simon Pagenaud

Das 6-Stunden-Rennen von Silverstone 2011, auch Autosport 6 Hours of Silverstone, Silverstone Circuit, fand am 11. September auf dem Silverstone Circuit statt und war der vierte Wertungslauf der Le Mans Series dieses Jahres.

## Das Rennen
Beim Rennen in Silverstone gelang den Le-Mans-Prototypen von Peugeot im Intercontinental Le Mans Cup ein weiterer Gesamtsieg. Nach dem Erfolg des Oreca-Peugeot 908 HDi FAP von Nicolas Lapierre, Loïc Duval  und Olivier Panis beim 12-Stunden-Rennen von Sebring gewannen die Werks-908 die Langstreckenrennen von Spa-Francorchamps (Alexander Wurz, Marc Gené und Anthony Davidson) und Imola (Sébastien Bourdais und Davidson). Nur beim 24-Stunden-Rennen von Le Mans blieb Audi siegreich.
Auch die Veranstaltung in Silverstone war vom Zweikampf Peugeot gegen Audi geprägt, den die Peugeot-Mannschaft Bourdais/Pagenaud mit klarem Vorsprung auf den Audi R18 TDI von Timo Bernhard und Marcel Fässler für sich entschied.

## Ergebnisse

### Schlussklassement
| 1               | LMP1    | 7   | Peugeot Sport Total      | Sébastien Bourdais Simon Pagenaud                              | Peugeot 908               | 190 |
| 2               | LMP1    | 1   | Audi Sport Team Joest    | Timo Bernhard Marcel Fässler                                   | Audi R18 TDI              | 190 |
| 3               | LMP1    | 24  | OAK Racing               | Olivier Pla Jacques Nicolet Alexandre Prémat                   | OAK Pescarolo 01          | 185 |
| 4               | LMP1    | 13  | Rebellion Racing         | Andrea Belicchi Jean-Christophe Boullion                       | Lola B10/60               | 185 |
| 5               | LMP1    | 15  | OAK Racing               | Guillaume Moreau Pierre Ragues Matthieu Lahaye                 | OAK Pescarolo 01          | 185 |
| 6               | LMP1    | 16  | Pescarolo Team           | Emmanuel Collard Christophe Tinseau Julien Jousse              | Pescarolo 01 Evo          | 185 |
| 7               | LMP1    | 2   | Audi Sport Team Joest    | Allan McNish Tom Kristensen                                    | Audi R18 TDI              | 184 |
| 8               | LMP1    | 8   | Team Peugeot Total       | Franck Montagny Stéphane Sarrazin                              | Peugeot 908               | 181 |
| 9               | LMP1    | 007 | Aston Martin Racing      | Christian Klien Harold Primat Adrián Fernández                 | Lola-Aston Martin B09/60  | 179 |
| 10              | LMP2    | 41  | Greaves Motorsport       | Karim Ojjeh Olivier Lombard Tom Kimber-Smith                   | Zytek Z11SN               | 178 |
| 11              | LMP2    | 40  | Race Performance         | Michel Frey Ralph Meichtry Marc Rostan                         | Oreca 03                  | 177 |
| 12              | LMP2    | 45  | Boutsen Energy Racing    | Dominik Kraihamer Thor-Christian Ebbesvik                      | Oreca 03                  | 176 |
| 13              | LMP2    | 36  | RML                      | Mike Newton Thomas Erdos Ben Collins                           | HPD ARX-01d               | 176 |
| 14              | LMP2    | 43  | RLR Msport               | Barry Gates Rob Garofall Warren Hughes                         | MG Lola EX265             | 171 |
| 15              | LMP2    | 35  | OAK Racing               | Frédéric Da Rocha Patrice Lafargue Jean-François Yvon          | OAK Pescarolo 01          | 171 |
| 16              | LMP2    | 26  | Signatech Nissan         | Franck Mailleux Lucas Ordoñez Jean Karl Vernay                 | Oreca 03                  | 170 |
| 17              | FLM     | 95  | Pegasus Racing           | Mirco Schultis Patrick Simon Julien Schell                     | Oreca FLM09               | 169 |
| 18              | FLM     | 93  | Genoa Racing             | Jordan Grogor Bassam Kronfli Aldous Mitchell                   | Oreca FLM09               | 169 |
| 19              | FLM     | 99  | JMB Racing               | Kyle Marcelli Chapman Ducote Luca Moro                         | Oreca FLM09               | 168 |
| 20              | GTE Pro | 51  | AF Corse                 | Giancarlo Fisichella Gianmaria Bruni                           | Ferrari 458 Italia        | 168 |
| 21              | GTE Pro | 59  | Luxury Racing            | Stéphane Ortelli Frédéric Makowiecki                           | Ferrari 458 Italia        | 167 |
| 22              | GTE Pro | 77  | Team Felbermayr Proton   | Marc Lieb Richard Lietz                                        | Porsche 997 GT3 RSR       | 167 |
| 23              | GTE Pro | 56  | BMW Motorsport           | Andy Priaulx Uwe Alzen                                         | BMW M3 GT2                | 167 |
| 24              | GTE Pro | 75  | Prospeed Competition     | Marc Goossens Marco Holzer                                     | Porsche 997 GT3 RSR       | 167 |
| 25              | LMP2    | 42  | Strakka Racing           | Nick Leventis Danny Watts Jonny Kane                           | HPD ARX-01d               | 167 |
| 26              | GTE Pro | 55  | BMW Motorsport           | Augusto Farfus Jörg Müller                                     | BMW M3 GT2                | 167 |
| 27              | GTE Pro | 76  | IMSA Performance Matmut  | Patrick Pilet Wolf Henzler                                     | Porsche 997 GT3 RSR       | 167 |
| 28              | GTE Pro | 89  | Hankook Team Farnbacher  | Dominik Farnbacher Allan Simonsen                              | Ferrari 458 Italia        | 167 |
| 29              | GTE Pro | 66  | JMW Motorsport           | Rob Bell James Walker                                          | Ferrari 458 Italia        | 166 |
| 30              | GTE Pro | 58  | Luxury Racing            | François Jakubowski Anthony Beltoise Nicolas Marroc            | Ferrari 458 Italia        | 164 |
| 31              | GTE Am  | 67  | IMSA Performance Matmut  | Raymond Narac Nicolas Armindo                                  | Porsche 997 GT3 RSR       | 164 |
| 32              | GTE Pro | 79  | Jota                     | Sam Hancock Simon Dolan Chris Buncombe                         | Aston Martin V8 Vantage   | 164 |
| 33              | GTE Am  | 63  | Proton Competition       | Patrick Long Gianluca Roda                                     | Porsche 997 GT3 RSR       | 163 |
| 34              | FLM     | 92  | Neil Garner Motorsport   | John Hartshorne Stephen Keating Phil Keen                      | Oreca FLM09               | 162 |
| 35              | GTE Am  | 62  | CRS Racing               | Pierre Ehret Roger Wills Tim Mullen                            | Ferrari F430 GTC          | 162 |
| 36              | GTE Am  | 50  | Larbre Compétition       | Patrick Bornhauser Julien Canal Gabriele Gardel                | Chevrolet Corvette C6-ZR1 | 162 |
| 37              | GTE Am  | 61  | AF Corse                 | Piergiuseppe Perazzini Marco Cioci Stéphane Lémeret            | Ferrari F430 GTC          | 162 |
| 38              | GTE Am  | 88  | Team Felbermayr – Proton | Horst Felbermayr senior Horst Felbermayr junior Christian Ried | Porsche 997 GT3 RSR       | 162 |
| 39              | GTE Am  | 57  | Krohn Racing             | Tracy Krohn Niclas Jönsson Michele Rugolo                      | Ferrari F430 GTC          | 161 |
| 40              | GTE Pro | 65  | Lotus Jetalliance        | Karl Wendlinger James Rossiter Johnny Mowlem                   | Lotus Evora               | 161 |
| 41              | GTE Am  | 60  | Gulf AMR Middle East     | Roald Goethe Mike Wainwright Fabien Giroix                     | Aston Martin V8 Vantage   | 153 |
| 42              | GTE Am  | 82  | CRS Racing               | Klaas Hummel Adam Christodoulou Phil Quaife                    | Ferrari F430 GTC          | 133 |
| Nicht klassiert |         |     |                          |                                                                |                           |     |
| 43              | GTE Pro | 64  | Lotus Jetalliance        | David Heinemeier Hansson Lukas Lichtner-Hoyer Martin Rich      | Lotus Evora               | 114 |
| Ausgefallen     |         |     |                          |                                                                |                           |     |
| 44              | LMP1    | 12  | Rebellion Racing         | Nicolas Prost Neel Jani                                        | Lola B10/60               | 159 |
| 45              | GTE Am  | 70  | Kessel Racing            | Michal Broniszewski Philipp Peter                              | Ferrari F430 GTC          | 118 |
| 46              | LMP2    | 39  | Pecom Racing             | Luís Pérez Companc Matías Russo Pierre Kaffer                  | Lola B11/40               | 193 |
| 47              | GTE Pro | 71  | AF Corse                 | Jaime Melo Toni Vilander                                       | Ferrari 458 Italia        | 92  |
| 48              | LMP2    | 46  | TDS Racing               | Mathias Beche Pierre Thiriet Jody Firth                        | Oreca 03                  | 23  |
| Nicht gestartet |         |     |                          |                                                                |                           |     |
| 49              | LMP1    | 23  | MIK Corse                | Máximo Cortés Ferdinando Geri Giacomo Piccini                  | Zytek 09                  | 1   |

1 nicht gestartet

### Nur in der Meldeliste
Hier finden sich Teams, Fahrer und Fahrzeuge, die ursprünglich für das Rennen gemeldet waren, aber aus den unterschiedlichsten Gründen daran nicht teilnahmen.
| Pos. | Klasse | Nr. | Team                    | Fahrer                                       | Chassis             |
| ---- | ------ | --- | ----------------------- | -------------------------------------------- | ------------------- |
| 50   | LMP1   | 10  | Team Oreca Matmut       | Nicolas Lapierre                             | Peugeot 908 HDi FAP |
| 51   | LMP2   | 33  | Level 5 Motorsports     | Scott Tucker Christophe Bouchut João Barbosa | Lola B11/40         |
| 52   | LMP2   | 44  | Extreme Limite AM Paris | Fabien Rosier Maurice Basso                  | Norma M200P         |
| 53   | GTE Am | 72  | AF Corse                | Robert Kauffman Rui Águas                    | Ferrari F430 GTC    |
| 54   | FLM    | 91  | Hope Racing             |                                              | Oreca FLM09         |

### Klassensieger
| Klasse  | Fahrer             | Fahrer               | Fahrer        | Fahrzeug            | Platzierung im Gesamtklassement |
| ------- | ------------------ | -------------------- | ------------- | ------------------- | ------------------------------- |
| LMP1    | Sébastien Bourdais | Simon Pagenaud       |               | Peugeot 908         | Gesamtsieg                      |
| LMP2    | Tom Kimber-Smith   | Olivier Lombard      | Karim Ojjeh   | Zytek Z11SN         | Rang 10                         |
| FLM     | Patrick Simon      | Mirco Schultis       | Julien Schell | Oreca FLM09         | Rang 17                         |
| GTE Pro | Gianmaria Bruni    | Giancarlo Fisichella |               | Ferrari 458 Italia  | Rang 20                         |
| GTE Am  | Nicolas Armindo    | Raymond Narac        |               | Porsche 997 GT3 RSR | Rang 31                         |

### Renndaten
- Gemeldet: 54
- Gestartet: 48
- Gewertet: 42
- Rennklassen: 5
- Zuschauer: 40.000
- Wetter am Renntag: unbekannt
- Streckenlänge: 5,891 km
- Fahrzeit des Siegerteams: 6:00:13,255 Stunden
- Gesamtrunden des Siegerteams: 190
- Gesamtdistanz des Siegerteams: 1119,290 km
- Siegerschnitt: unbekannt
- Pole Position: Simon Pagenaud – Peugeot 908 (#7) – 1:43,924 = 204,000 km/h
- Schnellste Rennrunde: Simon Pagenaud – Peugeot 908 (#7) – 1:46,586 = 198,900 km/h
- Rennserie: 4. Lauf der Le Mans Series 2011
- Rennserie: 5. Lauf zum Intercontinental Le Mans Cup 2011